# Given Up
Given Up is een nummer van de Amerikaanse rockband Linkin Park. Geschreven in 2006 en in 2007 door Mike Shinoda, Brad Delson en Chester Bennington en geproduceerd door Shinoda en Rick Rubin, werd het nummer in op 3 maart 2008 uitgebracht als de derde single van het derde studioalbum Minutes to Midnight.

## Opname
Given Up maakte samen met leadsingle What I've Done en No More Sorrow haar livedebuut op 28 april 2007 in Berlijn, Duitsland. Liveopnames van deze drie nummers zijn ook opgenomen en uitgebracht door AOL en Walmart op 5 mei 2007. De liveopname van deze single staat op de B-kant van de Bleed It Out-single.
Het is een van de zwaardere nummers van het album. Opmerkelijk is de zeventien secondes durende schreeuw van Chester Bennington in de brug. Tijdens concerten doet Bennington de schreeuw in twee keer acht seconden, hoewel hij bij de promotieconcerten uit 2007 en de concerten in Columbus en Montréal uit 2008 de schreeuw wél volhield. Het nummer begint met geklap op maat van Mike Shinoda en het rinkelen van gitarist Brad Delsons sleutels. Dan komt de gitaarriff in dat weer verdwijnt in de coupletten waar Bennington zingt op de muzikale begeleiding van de sleutels, het geklap, de drums en de goed te horen basgitaar. Het refrein heeft metal en punk invloeden.
Given Up is de tweede single in de geschiedenis van de band dat gevloek heeft, na de tweede Minutes to Midnight single Bleed It Out. De samenwerking met Jay-Z op Collision Course is hier niet meegerekend.

## Release
In juni 2007 vermeldde de officiële Billboard-website dat Given Up en Shadow of the Day de twee volgende singles na What I've Done zouden zijn. Dit bleek fout vanwege het feit dat Bleed It Out uiteindelijk de tweede single werd. Op 24 januari 2008 werd echter bekend dat Given Up de vierde single werd, na Shadow of the Day. Given Up werd op 17 februari in het Verenigd Koninkrijk digitaal uitgebracht, samen met de cover. Given Up deed nauwelijks wat in de hitlijsten. Het kwam, na de release van Minutes to Midnight, op de 99e plaats terecht van de Billboard Hot 100. In zowel het Verenigd Koninkrijk als Nederland genoot het weinig airplay.

## Tracklist
Alle muziek en teksten zijn geschreven door Linkin Park. 
| Nr. | Titel    | Duur  |
| --- | -------- | ----- |
| 1.  | Given Up | 03:09 |

| Nr. | Titel                                                      | Duur  |
| --- | ---------------------------------------------------------- | ----- |
| 1.  | Given Up                                                   | 03:11 |
| 2.  | Valentine's Day (Live from Frankfurt Germany, Jan. 20 '08) | 03:23 |

| Nr. | Titel            | Duur  |
| --- | ---------------- | ----- |
| 1.  | Given Up         | 03:09 |
| 2.  | Given Up (Video) | 03:12 |

| Nr. | Titel                                                      | Duur  |
| --- | ---------------------------------------------------------- | ----- |
| 1.  | Given Up                                                   | 03:09 |
| 2.  | Valentine's Day (Live from Frankfurt Germany, Jan. 20 '08) | 03:24 |
| 3.  | In Between (Live from London UK, Jan. 29 '08)              | 3:25  |

| Nr. | Titel                                         | Duur  |
| --- | --------------------------------------------- | ----- |
| 1.  | Given Up                                      | 03:09 |
| 2.  | In Between (Live from London UK, Jan. 29 '08) | 3:25  |

## Videoclip
De video was 6 februari al gereed en Chester Bennington bevestigde op zijn blog dat de videoclip liveopnames bevat van de band. Deze opnames zijn geschoten tijdens de twee concerten in Londen (MEN Arena) en het concert in Manchester (O2 Arena).. De videoclip ging 4 maart 2008 om drie uur 's nachts Nederlandse tijd in première op de bands officiële website en werd diezelfde dag op de YouTube-pagina van de band geüpload. De videoclip lekte een dag voor de première op verschillende Linkin Park-fansites. In de clip ziet men de band optreden, terwijl er speciale effecten gebruikt zijn. Er zijn verschillende scènes van eerdere videoclips te zien, zoals One Step Closer, Papercut, What I've Done,Faint, Numb, and Breaking the Habit. De videoclip is geregisseerd door Mike Fiore, de bands videograaf.

## Personeel
Linkin Park
- Chester Bennington: leadvocalen, achtergrondvocalen
- Rob Bourdon: drum, percussie
- Brad Delson: leadgitaar
- Joseph Hahn: DJ, scratching, programmering, sampling
- Phoenix: basgitaar
- Mike Shinoda: ritmisch gitarist, achtergrondvocalen, producer, remixer

Productie
- Productie door Rick Rubin en Mike Shinoda
- Engineer: Andrew Scheps, Ethan Mates en Dana Nielsen, assistent engineer: Phillip Broussard, Jr.
- Studioproductie coördinator: Stephanie Ludoor, albumproductie coördinator: Lindsay Chase
- Productie: Mike Shinoda, Rick Rubin
- Gemixt door Neal Avron, geassisteerd door George Gumbs en Nicholas Fournier
- Protoolsengineer: Erich Talaba
- Gemasterd door Dave Collins at Collins Audio

- A&R: Tom Whalley, A&R-coördinatie: Liza Joseph & Trish Evangelista
- Marketingdirecteur: Peter Stenish
- Creatieve regie door Frank Maddocks, Ellen Wakayama, Mike Shinoda en Joe Hahn, artregie: Frank Maddocks en Nikos Constant
- Design: Frank Maddocks

Emily Armstrong · Chester Bennington · Rob Bourdon · Colin Brittain · Brad Delson 
Dave Farrell · Joe Hahn · Scott Koziol · Mike Shinoda · Mark Wakefield